# Economia circular
A economia circular é um modelo de produção e consumo de recursos que envolve compartilhamento, empréstimos, reutilização, reparo, reforma e reciclagem de materiais e produtos existentes pelo maior tempo possível. O conceito visa enfrentar desafios globais como mudanças climáticas, perda de biodiversidade, desperdício e poluição, enfatizando a implementação dos três princípios básicos do modelo, que são: projetar para eliminar desperdícios e poluição, manter produtos e materiais em uso e regenerar sistemas naturais. A economia circular é definida em contaste com a economia linear tradicional.
O conceito de economia circular tem sido analisada extensivamente em ambientes acadêmicos, corporativos e governamentais nos últimos anos. A economia circular vem ganhando popularidade devido ao seu potencial para minimizar as emissões de carbono e o consumo de matérias-primas, abrir novas perspectivas de mercado e, principalmente, aumentar a sustentabilidade do consumo. Em nível governamental, uma economia circular é vista como um método de combate ao aquecimento global, bem como um facilitador do crescimento a longo prazo.
A implementação global dos princípios da economia circular pode reduzir as emissões globais em 22,8 bilhões de toneladas, o que equivale a 39% das emissões globais no ano de 2019. Ao implementar estratégias de economia circular somente em cinco setores (produção de cimento, alumínio, aço, plásticos e alimentos) até 9,3 bilhões de toneladas métricas de CO2 equivalente podem ser reduzidas; este número equivale ao total de emissões atuais do setor de transporte.
Este modelo pretende acabar com ineficiências ao longo do ciclo de vida do produto, desde a extração das matérias-primas até à sua utilização pelo consumidor, através de uma gestão mais eficiente dos recursos naturais, minimizando ou erradicando a criação de resíduos e prolongando ao máximo a vida útil e o valor do produto. Seu objetivo é manter produtos, componentes e materiais em seu mais alto nível de utilidade e valor por mais tempo.

## Definições

Diagrama que contrasta o modelo de economia linear (esquerda) e o modelo de economia circular (direita).

Existem muitas definições de economia circular. Por exemplo, na China, a economia circular é promovida como um objetivo político nacional descendente (top-down), enquanto em outros lugares, como União Europeia, Japão e EUA, é uma ferramenta para projetar políticas ambientais e de gestão de resíduos ascendente (bottom-up). O objetivo final da promoção da economia circular é separar da pressão ambiental do crescimento econômico. Uma definição abrangente poderia ser: "A economia circular é um sistema econômico que visa zero desperdício e poluição ao longo dos ciclos de vida dos materiais, desde a extração do ambiente até a transformação industrial e os consumidores finais, aplicando-se a todos os ecossistemas envolvidos. Após o fim de sua vida útil, os materiais retornam a um processo industrial ou, no caso de um resíduo orgânico tratado, são devolvidos com segurança ao ambiente, como em um ciclo de regeneração natural. Ela opera criando valor nos níveis macro, meso e micro e explorando ao máximo o conceito de sustentabilidade. As fontes de energia usadas são limpas e renováveis. O uso e o consumo de recursos são eficientes. As agências governamentais e os consumidores responsáveis desempenham um papel ativo para garantir a operação correta do sistema a longo prazo."
De forma mais geral, o desenvolvimento circular é um modelo de produção e consumo econômico, social e ambiental que visa construir uma sociedade autônoma e sustentável em sintonia com a questão dos recursos ambientais. A economia circular visa fazer com que nossa economia se torne regenerativa; uma economia que inova para reduzir o desperdício e o impacto ecológico e ambiental das indústrias antes que elesaconteçam, em vez de esperar para abordar as consequências dessas questões. Esse objetivo pode ser alcançado por projetar novos processos e soluções para a otimização de recursos, diminuindo a dependência em recursos finitos.
Em uma economia linear, os recursos naturais são transformados em produtos que estão destinados a se tornarem resíduos devido à maneira como foram projetados e fabricados. Esse processo é frequentemente resumido como "pegar, fazer, desperdiçar" (Take, make, waste). Em contraste, uma economia circular visa a transição para um sistema mais restaurador e regenerativo, empregando reutilização, compartilhamento, reparo, reforma, remanufatura e reciclagem para criar um sistema de circuito fechado, reduzindo o uso de insumos de recursos e a criação de resíduos, poluição e emissões de carbono. A economia circular visa manter produtos, materiais, equipamentos e infraestrutura em uso por mais tempo, melhorando assim a produtividade desses recursos. Os materiais residuais e a energia devem se tornar insumos para outros processos por meio da valorização de resíduos: como um componente para outro processo industrial ou como recursos regenerativos para a natureza, como composto orgânico.

## Princípios
1. Preservar e aumentar o capital natural
A natureza sustenta toda a vida humana. Utilizamos o termo “capital natural” para reforçar a ideia de que a vida não-humana é responsável pela produção de recursos essenciais para a economia; não são apenas as actividades humanas que geram valor. Daqui decorrem duas ideias essenciais: quando a produção de bens e serviços tem como consequência a destruição dos ecossistemas (pensemos na poluição de um curso de água por uma fabrica têxtil, por exemplo), então é a própria vida humana que está a ser destruída – sobretudo a das gerações futuras, às quais vai faltar esse capital natural. Para assegurar a preservação do capital natural, há que penalizar as actividades destruidoras da natureza e promover aquelas que interferem o menos possível com o equilíbrio dos ecossistemas. Por outro lado, uma vez que as actividades produtivas humanas dependem do capital natural, ao reforçarmos os recursos naturais estamos a reforçar o potencial de crescimento sustentável da nossa economia. Por exemplo: a prática intensiva da monocultura degrada os solos. Reforçar a saúde dos solos equivale a trabalhar para a nossa própria segurança alimentar. Investir na natureza é investir numa economia saudável e resiliente.
2. Optimizar a produção de recursos
Fazer circular produtos, componentes e materiais no mais alto nível de utilidade o tempo todo, tanto no ciclo técnico quanto no biológico. Isso é sinônimo de projetar para a remanufatura, a reforma e a reciclagem, de modo que componentes e materiais continuem circulando e contribuindo para a economia.
Sistemas circulares usam circuitos internos mais estreitos sempre que preservam mais energia e outros tipos de valor, como a mão de obra envolvida na produção. Esses sistemas também mantêm a velocidade dos circuitos dos produtos, prolongando sua vida útil e intensificando sua reutilização. Por sua vez, o compartilhamento amplia a utilização dos produtos. Sistemas circulares também estendem ao máximo o uso de materiais biológicos já usados, extraindo valiosas matérias-primas bioquímicas e destinando-as a aplicações de graus cada vez mais baixos.
3. Fechar os ciclos
A ideia de ciclo está no coração da economia circular. Em vez de exigirem repetida extração de recursos naturais e de gerarem resíduos, a produção e o consumo deveriam ser, tanto quanto possível, autosustentáveis. Por outras palavras, os ciclos económicos deveriam ser, tanto quanto possível, fechados. Num ciclo económico (tendencialmente) fechado, o desperdício não existe: os bens são reparados e reutilizados em vez de descartados, as matérias-primas provêm da reciclagem em vez da extração, e assim por diante. O objetivo desta estratégia passa também por reduzir produção de energia, aumentando assim a eficiência energética; adoptar de planos de mobilidade que privilegiem o transporte público, a mobilidade sustentável e as ciclovias; e combater os excedentes.
4. Fomentar a eficácia do sistema
Revelar as externalidades negativas e excluindo-as dos projectos.
Isso inclui a redução de danos a produtos e serviços de que os seres humanos precisam, como alimentos, mobilidade, habitação, educação, saúde e entretenimento, e a gestão de externalidades, como uso da terra, ar, água e poluição sonora, liberação de substâncias tóxicas e mudança climática.
5. Promover um novo paradigma societal
A economia circular, como a economia em geral, é menos uma questão de gestão e de cálculos do que de relações sociais, atitudes e desejos. A transição para a economia circular não se fará sem mudanças fundamentais de comportamento e de modos de pensar. Ser utilizador em vez de consumidor, partilhar em vez de acumular – estas novas (e velhas) formas de estar no mundo estão na base da construção de uma economia circular, e envolver a sociedade é fulcral.

## História
O conceito de economia circular pode ser vinculado a várias escolas de pensamento, incluindo ecologia industrial, biomimética e princípios de design cradle-to-cradle, ou design regenerativo. Ecologia industrial é o estudo dos fluxos de materiais e energia por meio de sistemas industriais, que formam a base da economia circular. A biomimética envolve emular os padrões e estratégias testados pelo tempo da natureza no design de sistemas humanos. O design regenerativo é uma abordagem holística para projetar produtos e sistemas que considera todo o seu ciclo de vida, desde a extração de matéria-prima até o descarte no fim da vida útil, e busca minimizar o desperdício e maximizar a eficiência dos recursos. Esses conceitos inter-relacionados contribuem para o desenvolvimento e a implementação da economia circular.
A teoria geral dos sistemas, fundada pelo biólogo Ludwig von Bertalanffy, considera o crescimento e a energia em sistemas de estado aberto e fechado, teoria esta que foi aplicada a outras áreas, como no caso da economia circular. O economista Kenneth E. Boulding, em seu artigo The Economics of the Coming Spaceship Earth (A Economia da Futura Nave Terra), argumentou que um sistema econômico circular é um pré-requisito para a manutenção da sustentabilidade da vida humana na Terra. Boulding descreve a economia linear como uma "economia caubói": considera a Terra como um sistema aberto no qual o ambiente natural é ilimitado. Os projetos do modelo linear são feitos como se não existisse limite para a capacidade do exterior de fornecer ou receber energia e fluxo de materiais.
Allan Kneese em The Economics of Natural Resources (A Economia dos Recursos Naturais) indica como os recursos não são infinitamente renováveis e menciona o termo economia circular pela primeira vez explicitamente em 1988. Em 1990, no livro Economics of Natural Resources and the Environment (A Economia dos Recursos Naturais e do Meio Ambiente), David W. Pearce e R. Kelly Turner explicam a mudança do sistema econômico linear ou aberto tradicional para o sistema econômico circular. Eles descrevem um sistema econômico onde os resíduos nos estágios de extração, produção e consumo são transformados em insumos.
No início dos anos 2000, a China integrou a ideia de economia circular em suas políticas industriais e ambientais, visando aplicá-la no gerenciamento de recursos, produção, resíduos, uso e ciclo de vida de produtos. Durante os anos 2000 a velejadora Ellen MacArthur se tornou uma das principais promotoras da economia circular.A Fundação Ellen MacArthur Foundation foi fundamental na difusão do conceito na Europa e nas Américas.
Na década de 2010, o conceito de economia circular começou a se popularizar internacionalmente após a publicação de vários relatórios. A União Europeia apresentou a sua visão da economia circular em 2014, com um Novo Plano de Ação para a Economia Circular lançado em 2020 que "mostra o caminho para uma economia competitiva e neutra em termos climáticos, de consumidores empoderados".
A difusão original da economia circular se beneficiou de três grandes eventos: a explosão dos preços das matérias-primas entre 2000 e 2010, o controle chinês de metais terrestres raros e a crise econômica de 2008. Hoje, a emergência climática e os desafios ambientais induzem empresas e indivíduos a repensar seus padrões de produção e consumo. A economia circular é enquadrada como uma das respostas a esses desafios. Os principais argumentos macro a favor da economia circular são que ela poderia permitir um crescimento econômico que não aumenta o fardo da extração de recursos naturais, mas desvincula o uso de recursos do bem-estar econômico para uma população crescente, ao mesmo tempo em que reduz a dependência estrangeira de materiais críticos, diminui as emissões de CO2, reduz a produção de resíduos e introduz novos modos de produção e consumo capazes de agregar mais valor. Os argumentos corporativos a favor da economia circular são que ela poderia garantir o fornecimento de matérias-primas, reduzir a volatilidade dos preços dos insumos e controlar custos, reduzir desperdícios e resíduos, estender o ciclo de vida dos produtos, atender a novos segmentos de clientes e gerar valor de longo prazo para os acionistas. Uma ideia fundamental por trás dos modelos de negócios circulares é criar ciclos para recapturar valor que de outra forma seria perdido.

## Aplicações
A economia circular inclui produtos, infraestrutura, equipamentos, serviços e edifícios e se aplica a todos os setores da indústria. Inclui recursos técnicos (metais, minerais, recursos fósseis) e recursos biológicos (alimentos, fibras, madeira, etc.). A maioria das escolas de pensamento defende uma transição dos combustíveis fósseis para o uso de energia renovável e enfatiza o papel da diversidade como uma característica de sistemas resilientes e sustentáveis. A economia circular inclui uma discussão sobre o papel do dinheiro e das finanças como parte de um debate mais amplo, e alguns de seus pioneiros pediram uma reformulação das ferramentas de medição do desempenho econômico. Um estudo aponta como a modularização pode se tornar uma pedra angular para permitir uma economia circular e melhorar a sustentabilidade da infraestrutura energética.
Um exemplo de um modelo de economia circular aplicado é a implementação de modelos de aluguel em serviços ou utensílios que geralmente são adquiridos como propriedade pelos seus usuários, como eletrônicos, roupas, móveis e meio de transporte. Ao alugar o mesmo produto para vários clientes, os fabricantes podem aumentar as receitas por unidade, diminuindo assim a necessidade de produzir mais para aumentar as receitas. As iniciativas de reciclagem são frequentemente descritas como economia circular e são provavelmente os modelos mais difundidos.

## Componentes
1. Substituição de serviços físicos por serviços virtuais.[34]
2. Utilização de processos e produtos que impliquem menos recursos, dando prioridade à reutilização.[34]
3. Maior envolvimento social, consciencializando a comunidade para o uso eficiente dos recursos.[34]
4. Colaboração entre entidade e áreas de negócio distintas, de modo a melhorar o desempenho económico.[34]